# Claus Christiansen
Claus Christiansen (Glostrup, 19 ottobre 1967) è un ex calciatore danese, di ruolo difensore.

## Calcio
Con la maglia del Lyngby giocò 237 gare nel campionato di calcio danese.
Fece parte della Nazionale danese vincitrice del campionato d'Europa 1992.

## Palmarès
- Campionato d'Europa: 1

1992